# Eucera biscrensis
Eucera biscrensis là một loài Hymenoptera trong họ Apidae. Loài này được Alfken mô tả khoa học năm 1933.